# Liesertal

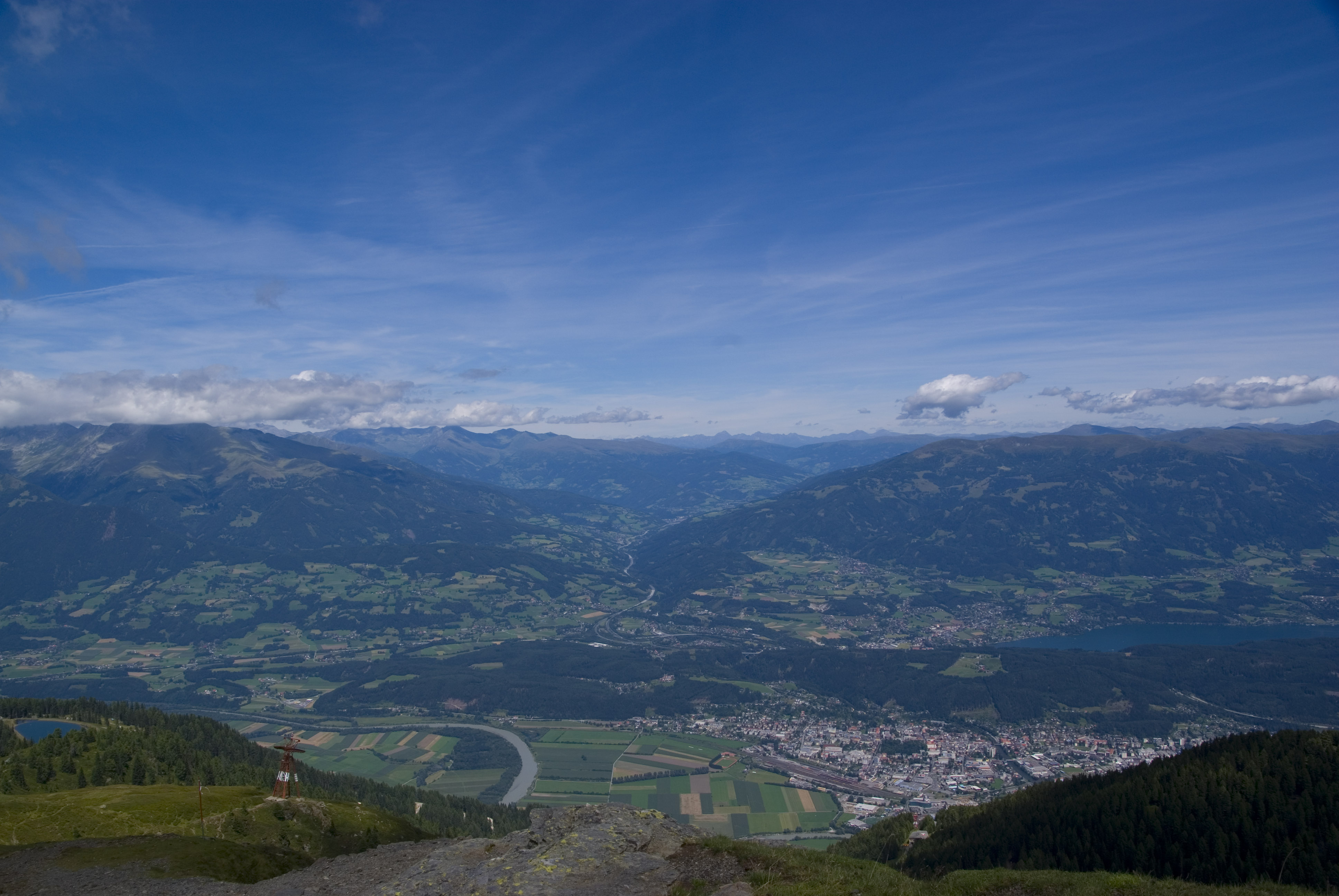
Blick vom Goldeck in Kärnten auf das Liesertal (Bildmitte)

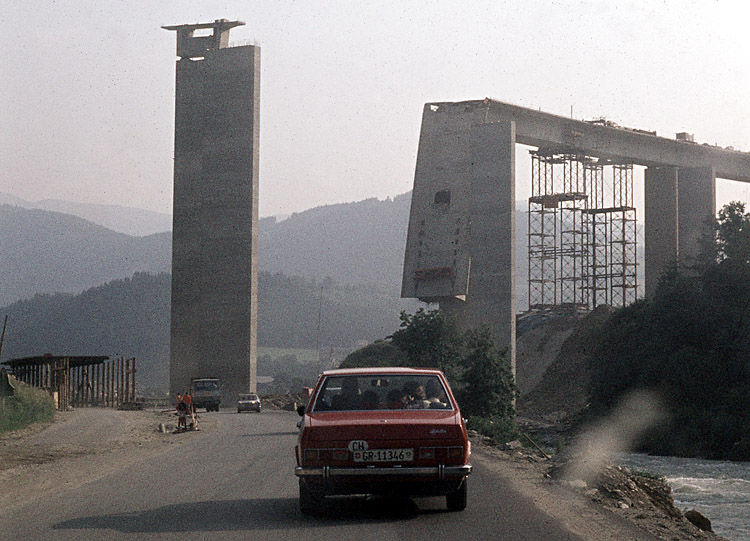
Bau der Tauernautobahn bei Gmünd in Kärnten, Juni 1975

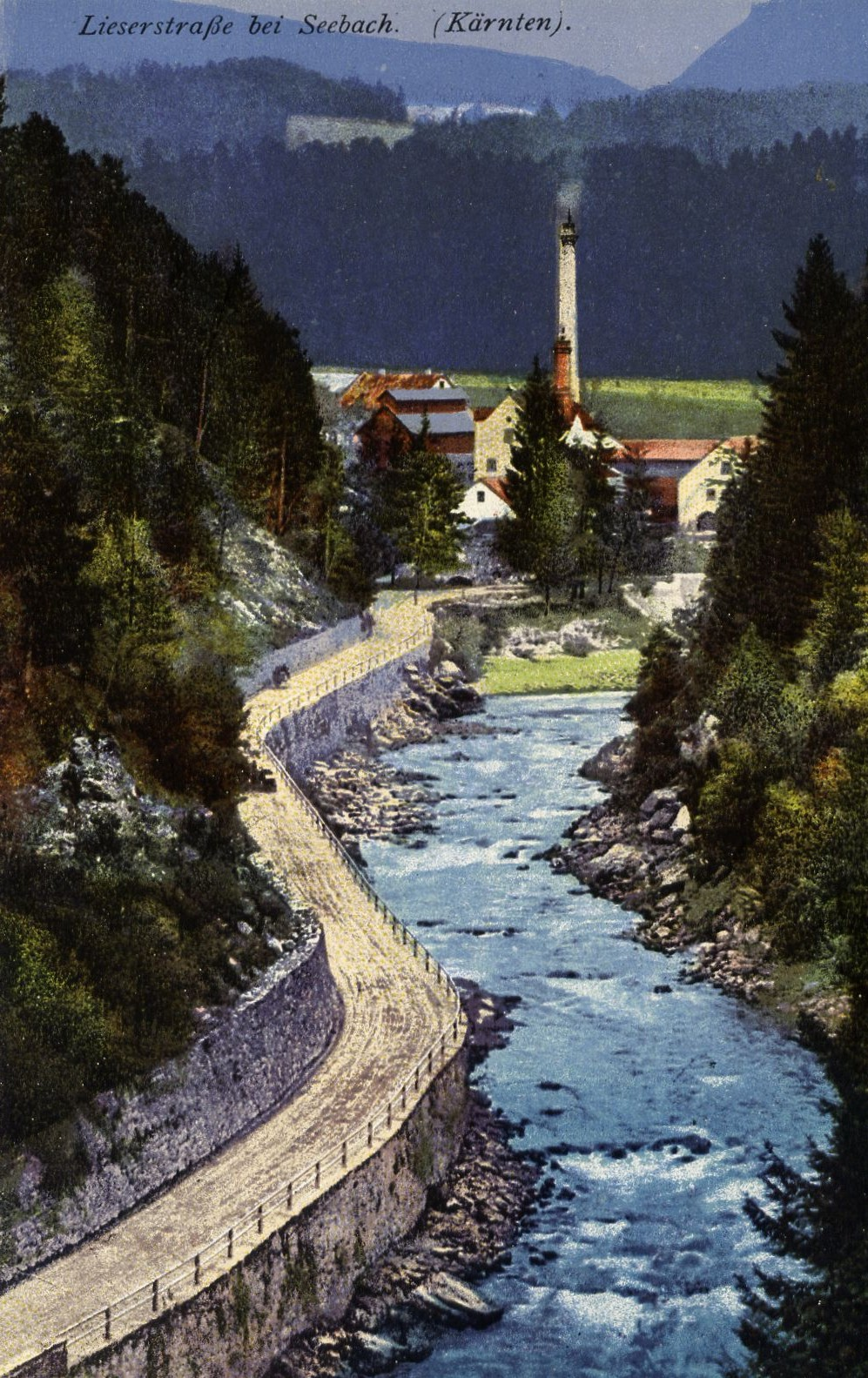
Das Liesertal bei Seebach / Seeboden um 1900

Das Tal der Lieser, ein von Norden kommender ca. 50 km langer Nebenfluss der Drau in Oberkärnten / Österreich, umfasst das Pöllatal, das Katschtal, das Liesertal und den Liesergraben, wobei als Liesertal im engeren Sinn der Abschnitt zwischen Gmünd und Lieseregg bezeichnet wird. Der Talabschnitt ist seit der Antike Teil der Alpenquerung via Radstädter Tauern und Katschberg. Seit 1980 führt die Tauernautobahn (A 10) parallel zur Katschberg Straße (B 99) durch das Tal, von welcher bei Seebach die Millstätter Straße (B 98) abzweigt.

## Geografie
Das Liesertal im engeren Sinn beginnt in Gmünd (741 m) nach dem Zusammenfluss von Lieser und Malta. Die Bezeichnung Lieser wird vom indogermanischen *(E)Lesura abgeleitet, das Liebental bedeutet. Das sich bei Gmünd verengende Liesertal hat große verkehrstechnische Bedeutung. Neben der ehemaligen Bundesstraße 99 (nunmehr Landesstraße) und der Tauernautobahn, eine der Talquerungen ist die Altersbergbrücke, gibt es noch zwei kleinere Straßen durch das enge Tal. Auf der linken Talseite zu den beginnenden Hohen Tauern hin, folgt die alte Straße zwischen Lieserhofen und Trebesing größtenteils der antiken Römertrasse. Kleinere Nebentäler auf der linken Talseite sind der Hintereggergraben mit den Siedlungen Altersberg und Zelsach und der Radlgraben. Auf der rechten, steileren Seite an der Flanke der Millstätter Alpe, den beginnenden Nockbergen, gibt es eine Straße über den Platz, die alte Verbindung zwischen Herrschaft Gmünd und Burg Sommeregg bei Seeboden am Millstätter See. Bei Lieserhofen/Lieseregg (638 m) endet das eigentliche Liesertal. Der unterste Abschnitt des Tales zwischen Seebach und Spittal an der Drau, der den Millstätter See-Rücken durchschneidet, wird als Lieserschlucht bezeichnet. Dort gibt es unter anderem eine Wildwasserstrecke).

## Geschichte
Am 4. Mai 1201 erschütterte ein starkes Erdbeben das Liesertal. Das Epizentrum dieses ersten in Österreich geschichtlich fassbaren Starkbebens wird nach neuesten Erkenntnissen zwischen St. Peter / Rennweg und Gmünd lokalisiert. Überliefert ist die Zerstörung der Burgen Katsch und Weißenstein im Drautal. Einige Kirchen stürzten ebenfalls ein. Mit großer Wahrscheinlichkeit stammen Bauschäden am romanischen Eingangstor des Stifts Millstatt ebenfalls von diesem Beben.